# Leif Eriksson-dagen
Leif Erikson Day, Leif Eriksson-dagen, är en bemärkelsedag som infaller 9 oktober varje år i USA. Dagen är uppkallad efter den isländske sjöfararen Leif Eriksson som anses ha lett en expedition med de första européerna som slog sig ner i Nordamerika på 1000-talet i vad de kallade Vinland. Syftet med dagen är att uppmärksamma amerikaner med nordiskt ursprung och de nordiska influenserna i amerikansk kultur och utveckling.
Den 9 oktober antogs som Leif Erikson Day efter beslut av kongressen 1964. Datumet valdes efter det datum år 1825 då skeppet Restauration från Stavanger angjorde New York med 52 norska immigranter, något som betecknats som den första organiserade norska emigrationen till Amerika.
Innan dagen antagits som nationell bemärkelsedag hade Leif Erikson Day införts i delstaterna Wisconsin och Minnesota redan på 1930-talet.[källa behövs] Båda delstaterna har en stor andel invånare med nordiskt ursprung.